# Naissance en 1447
Naissance
- 1443
- 1444
- 1445
- 1446
- 1447
- 1448
- 1449
- 1450
- 1451

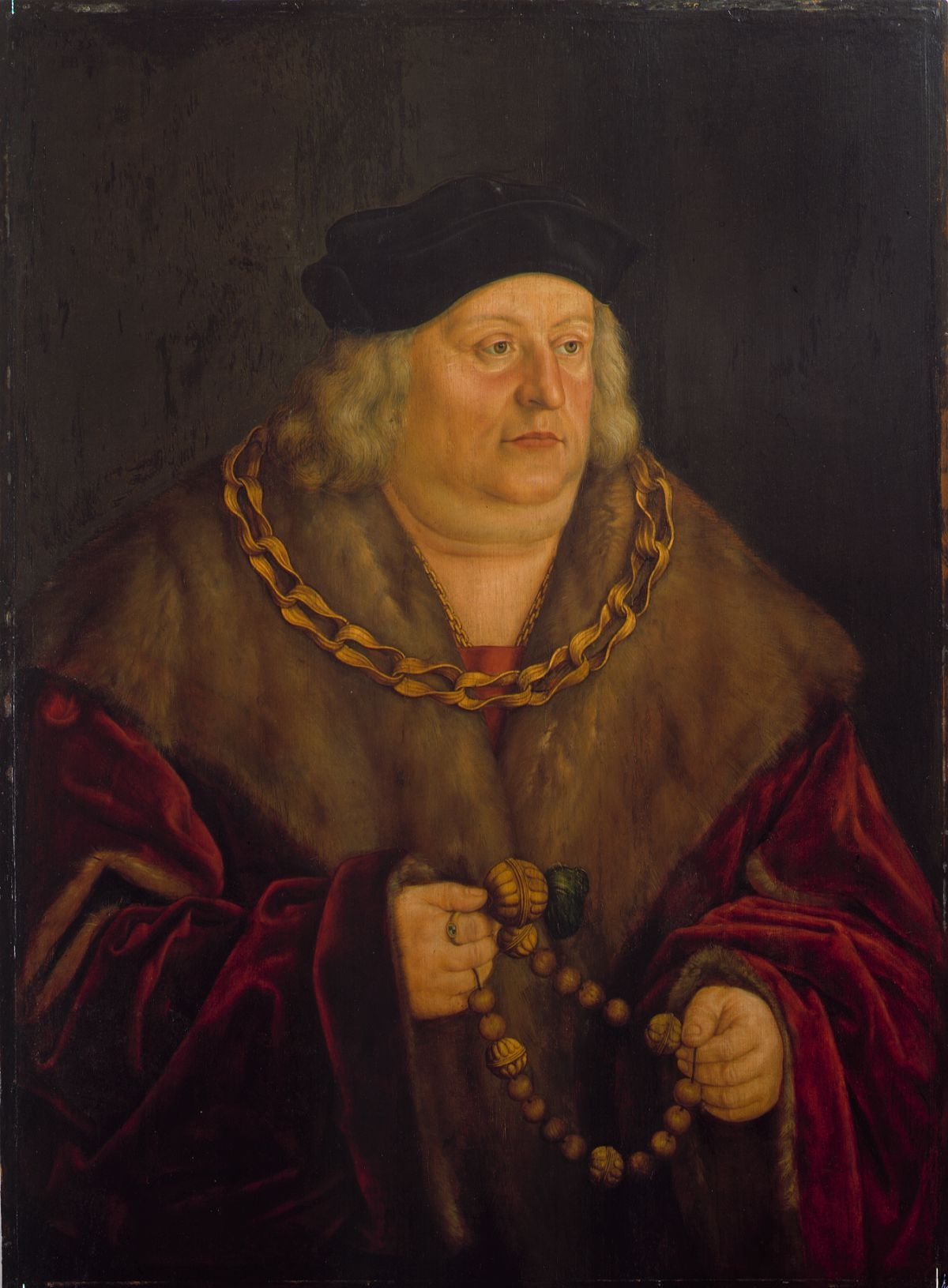
Albert IV de Bavière, né en 1447.

Ming Xianzong, né en 1447.

Cette page dresse une liste de personnalités nées au cours de l'année 1447  :
- 1er février : Eberhard VI de Wurtemberg, comte de Wurtemberg-Stuttgart, puis duc de Wurtemberg-Stuttgart, duc de Wurtemberg et comte de Montbéliard.
- 4 février : Ludovico Lazzarelli, poète, philosophe, courtier, et magicien.
- 16 février : Jean-Louis de Savoie, administrateur de l'archevêché de Tarentaise puis de l'évêché de Genève , prieur ou abbé commendataire de nombreux établissements religieux de première importance.
- 5 avril : Catherine de Gênes, mystique génoise.
- 17 avril : Baptiste Spagnoli, dit en français le Mantouan ou Baptiste de Mantoue, prieur général de l'Ordre des Carmes.
- juin : Neroccio di Bartolomeo de' Landi, peintre et sculpteur italien de l'école siennoise.
- 27 juin : Jean IV de Rieux, seigneur de Rieux, nommé maréchal de Bretagne.
- 10 septembre : Paolo da San Leocadio, peintre italien († vers 1520).
- 30 octobre : Lucas Watzenrode, prince-évêque de Varmie.
- 9 novembre : Petrus Cyrnæus, prêtre et historien corse.
- décembre : Niccolò Michelozzi, secrétaire de la République florentine.
- 3 décembre : Bajazet II, ou Bayezid II, huitième sultan ottoman.
- 9 décembre : Ming Xianzong, empereur de Chine
- 15 décembre : Albert IV de Bavière, ou Albert IV le Sage, dernier duc de Bavière munichoise puis premier duc de la Bavière réunifiée.

- Date précise inconnue :
- Abu Bakr al-Aydarus (en), religieux et poète yéménite.
- Giovanni Antonio Amadeo, sculpteur et architecte italien.
- Francesco Bianchi, peintre italien († 8 février 1510).
- Louis Bolognini, jurisconsulte et diplomate italien.
- Piero Capponi, homme d'État et condottiere italien.
- Francesco da Castello (it), peintre italien.
- Philippe de Commynes, homme politique, chroniqueur, historien et mémorialiste flamand de langue française.
- Constantin II de Géorgie, roi de Karthli-Iméréthie, de Karthli et roi titulaire de Géorgie.
- Lucrezia Donati, noble italienne et maîtresse de Laurent de Médicis.
- Bartolomeu Dragfi (en), Voivode de Transylvanie (en) et comte des Sicules
- Gian Giacomo Crispo, duc de Naxos.
- Susanna Gonzaga (it), noble et religieuse italienne.
- Gabriel ibn al-Qilai, évêque maronite de Chypre.
- Li Dongyang, officiel et lettré de la dynastie Ming.
- Charles de Luxembourg, évêque de Laon.
- François Ier d'Orléans-Longueville,  pair de France, comte de Dunois, de Longueville, et de Tancarville, baron de Varenguebec, vicomte de Melun, seigneur de Parthenay, de Beaugency, de Château-Renault, gouverneur du Dauphiné et de Normandie, connétable et chambellan de Normandie.
- Giovanni Antonio Piatti (it), sculpteur italien.
- Guy de Rochefort, premier Président au Parlement de Bourgogne puis chancelier de France sous Charles VIII et Louis XII.
- Fazio Giovanni Santori, cardinal italien.
- Costanzo I Sforza (it), condottiere italien, seigneur de Pesaro et de Gradara.
- Giorgio Valla, humaniste, écrivain et mathématicien italien.
- Date incertaine (vers 1447) :
- Marie de Serbie, reine de Bosnie.
- Richard Nykke (en), évêque de Norwich.
- Tommaso de Mezzo (en), noble italien et dramaturge.

## Crédit d'auteurs
- Cet article est partiellement ou en totalité issu de l'article intitulé « 1447 » (voir la liste des auteurs).